# Eugenio von Boeck
Eugenio von Boeck (13 de julio de 1823 - 31 de enero de 1886) fue un educador y científico alemán que vivió en Chile, Perú y Bolivia enviando y publicando los resultados de sus investigaciones en Europa durante la segunda mitad del siglo XIX.

## Nacimiento y formación
Nació en Kempten, Alemania en el seno de una familia noble y católica del Reino de Baviera, en 1823. Sus padres fueron Alois von Boeck y Honoria von Bannwarth. Al quedar huérfano de padre y madre a los 8 años de edad, su cuidado quedó a cargo de su tío paterno, el Sacerdote Francis Salesius von Boeck, quien veló porque él, sus tres hermanos y hermana recibieran alta educación. Después de su formación en institutos de la Orden de San Benito de Augsburgo y la Universidad Jesuita de Dilinga, habiendo profundizado su vasta formación científica en los campos de la Filosofía, la Zoología y la Filología. A los 23 años fue llamado a ser catedrático en Múnich. Se convirtió al Protestantismo.

## Migración a Sudamérica
En 1852, siguiendo un impulso por llevar su conocimiento a otras regiones, se trasladó a Valdivia, Chile ante la solicitud de educacionistas que fue dada a conocer en su tierra natal. El barco hamburgués “Hermann” lo transportó al Nuevo Mundo junto a otros compatriotas que llevaban su formación técnica; ya que entre agricultores, panaderos, carpinteros y mecánicos, él era el único “erudito”. A bordo del barco conoció y se casó con Adelhaid Kapff, su compañera hasta la muerte. Ella era la hija de un Capitán de Caballería del Reino de Wurtemberg y viajaba con un hijo de un año llamado Adolfo.
En la mencionada ciudad austral fue profesor y director del Liceo hasta el año 1861. Allí nacieron sus hijos: Emma, Alberto, Clara y Eugenio. Nunca limitó su labor de investigador y fue en Valdivia donde redactó su primer tratado sobre ornitología, pasión que compartía con el también científico alemán y amigo suyo, Dr. Rudolf Phillipi.
Posteriormente, se trasladó a Arequipa, Perú con un contrato con la Casa Comercial “Harmsen” y concluido este llevó a su familia a radicarse en la ciudad de Tacna, donde tomó parte como director en la fundación del Colegio Alemán. En vista del renombre que cobró ese colegio y la fama de educador ilustre que traspasó las fronteras, en 1868 recibió la petición de fundar una escuela privada en la ciudad valluna de Cochabamba, Bolivia. Es así, que una vez más siguió un ideal de formación y educación, llevando a su familia al país que se convertiría en su hogar definitivo. Bajo un régimen mercantil, la Escuela “2 de Mayo” albergó en sus aulas a quienes serían “hijos predilectos” de su ciudad, por la conveniente formación que recibieron, despertando sus aptitudes y brindándoles una educación integral distinta a la acostumbrada en la época.
Al margen de su labor en este establecimiento, se dedicaba a dar lecciones particulares de idiomas y ciencias a jóvenes de ambos sexos. Más adelante, los munícipes cochabambinos se dieron cuenta de que el talento que tenía para la enseñanza no estaba siendo aprovechado en su totalidad y lo invitaron a ser Consejero de Instrucción, el primer director de la Escuela “Bolívar” y profesor y director de la Escuela “Sucre” donde sirvió hasta su fallecimiento.

## Publicaciones
Acompañó siempre a su labor de educador con el estudio y la investigación. Durante su permanencia en Cochabamba, publicó innumerables artículos en la prensa local, llegando a estar a cargo de la columna meteorológica del diario “El Heraldo”. Viajó por el país observando particularmente la fauna ornitológica. Realizó importantes envíos de los resultados de sus observaciones e investigaciones a sociedades de la ciencia en Europa, las cuales a su vez las publicaron, dándoles el valor que merecían por el tiempo y esfuerzo empleados en su elaboración, dadas las características de la época en que vivió. Sobre este tema comentó: “la estadía aquí cuesta mucho porque es difícil recibir comunicaciones, hay pocas bibliotecas y todo es muy humilde”. Sin embargo, nada de esto le impidió dar un valioso aporte a la cultura y la ciencia. Entre otras obras publicó
- “Siete artes libres en la Edad Media”
- “Viaje a la Araucania”
- “Tratado de Geografía Física”
- “Quechua”
- “Ornitología del valle de Cochabamba, Bolivia y sus alrededores” (primera obra de significación científica en el ramo de la ornitología escrita sobre la región)

## Últimos años
Su esposa falleció en 1885, marcando un momento crucial en su vida. En referencia al mismo escribiría a un amigo: “es un profundo dolor que aún no he vencido, muchas veces me encuentro solitario y debo poner toda mi energía para vencer esta situación letárgica”.
Le sobrevino la muerte el año 1886, en pleno ejercicio de sus funciones. Las instituciones en las que sirvió, las autoridades municipales y universitarias, los vecinos notables, la colonia alemana y los “cinco o seis mil hijos” que educó, le rindieron un digno homenaje póstumo al pie de su tumba. Como señala El Heraldo en la Crónica que publicó en ocasión de su funeral: Pocas muertes han sido tan sentidas como esta.